# Cucumis sacleuxii
Cucumis sacleuxii là một loài thực vật có hoa trong họ Cucurbitaceae. Loài này được Paill. & Bois mô tả khoa học đầu tiên năm 1890.